# Tabea Huys
Tabea Florence Huys (* 27. Oktober 2005 in Bruck am Ziller) ist eine österreichische Triathletin, Leichtathletin und Radfahrerin. Sie ist zweifache und amtierende Staatsmeisterin auf der Triathlon-Kurzdistanz (2024, 2025) sowie auf der Sprintdistanz (2023).

## Werdegang
Tabea Huys kam als Neunjährige zum Triathlon. 
Im Juli 2023 wurde sie österreichische Staatsmeisterin über die Triathlon-Sprintdistanz und Vize-Staatsmeisterin im Aquathlon. Im Juli 2024 wurde Huys Triathlon-Staatsmeisterin auch über die olympische Distanz (1,5 km Schwimmen, 40 km Radfahren und 10 km Laufen).
Im Radsport erzielte Tabea Huys nach drei nationalen Titeln in der U23 in der Saison 2023 mit dem Gewinn des Einzelzeitfahrens bei der Rundfahrt Gracia Orlová 2024 den ersten internationalen Sieg des Maxx-Solar Rose Women Racing-Teams.
Im Juni 2024 wurde sie Dritte bei den Vier-Länder-Meisterschaften und bei den Straßenradsport-Weltmeisterschaften belegte die 18-Jährige im September 2024 in Zürich den 27. Rang.
Im August 2025 wurde die 19-Jährige in Thiersee zum zweiten Mal österreichische Triathlon-Staatsmeisterin auch über die olympische Distanz.

## Auszeichnungen
- Triathletin des Jahres – Platz 2 hinter Julia Hauser, 2023[4] und 2024[5]

## Sportliche Erfolge
| Datum/Jahr    | Rang | Wettbewerb                                       | Austragungsort | Zeit     | Bemerkung                                                                     |
| ------------- | ---- | ------------------------------------------------ | -------------- | -------- | ----------------------------------------------------------------------------- |
| 17. Aug. 2025 | 1    | ÖTRV Staatsmeisterschaft Triathlon Kurzdistanz   | Thiersee       | 02:06:35 | Triathlon-Staatsmeisterin über die olympische Distanz beim Thiersee Triathlon |
| 17. Aug. 2024 | 2    | ÖTRV Staatsmeisterschaft Triathlon Sprintdistanz | Osterreich     | 01:09:58 | beim Kraigerseetriathlon in Kärnten                                           |
| 13. Juli 2024 | 1    | ÖTRV Staatsmeisterschaft Triathlon Kurzdistanz   | Wallsee        | 02:01:52 | Triathlon-Staatsmeisterin über die olympische Distanz beim Mostiman Triathlon |
| 8. Juli 2023  | 1    | ÖTRV Staatsmeisterschaft Triathlon Sprintdistanz | Wallsee        | 01:00:56 |                                                                               |

| Datum/Jahr    | Rang | Wettbewerb                                         | Austragungsort | Zeit | Bemerkung                                            |
| ------------- | ---- | -------------------------------------------------- | -------------- | ---- | ---------------------------------------------------- |
| 29. Juli 2023 | 2    | ÖTRV Österreichische Staatsmeisterschaft Aquathlon | Ferlach        |      | Vize-Staatsmeisterin Aquathlon; hinter Carina Reicht |

| Datum/Jahr    | Rang | Wettbewerb                               | Austragungsort | Zeit         | Bemerkung                            |
| ------------- | ---- | ---------------------------------------- | -------------- | ------------ | ------------------------------------ |
| 22. Sep. 2024 | 27   | Straßenradsport-Weltmeisterschaften 2024 | Zürich         |              |                                      |
| 30. Juni 2024 | 3    | Vier-Länder-Meisterschaften 2024         | Obergrombach   | 03:12:18,780 | hinter der Schweizerin Linda Zanetti |

(DNF – Did Not Finish)